# Mike Reich

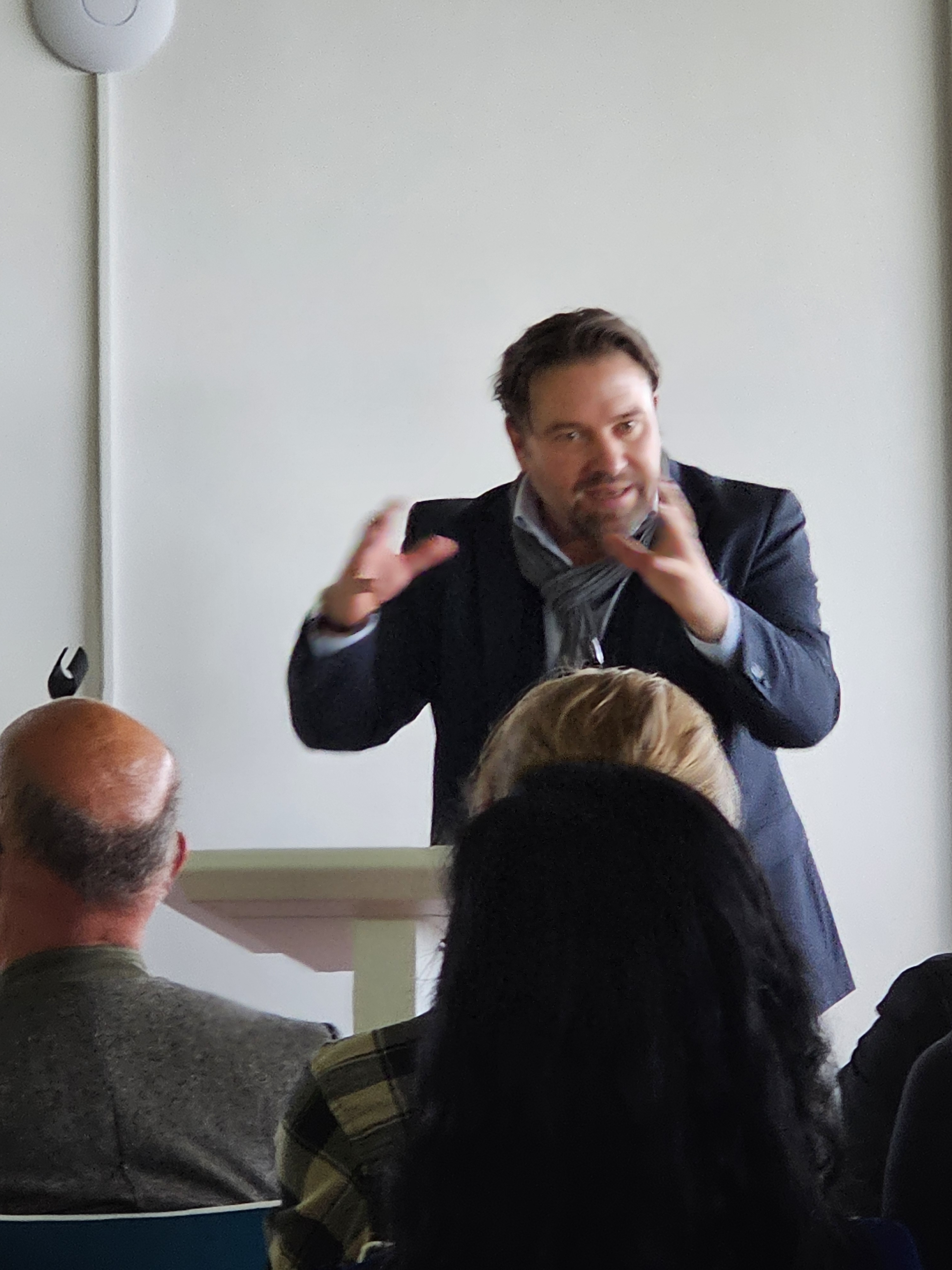
Mike Reich (2025)

Mike Reich (* 1973) ist ein deutscher Paläontologe, Zoologe und Geologe. Seit Januar 2022 ist er Direktor des Staatlichen Naturhistorischen Museums in Braunschweig und seit 2025 zusätzlich des Forschungsmuseums Schöningen.

## Ausbildung und akademischer Werdegang
Mike Reich studierte an der Universität Greifswald Geologie-Paläontologie, Zoologie und Chemie und promovierte anschließend 2002 mit einer paläontologischen Arbeit bei Helfried Mostler an der Universität Innsbruck. Zuvor hatte er von 1998 bis 1999 seinen Zivildienst beim Umweltamt der Hansestadt Greifswald absolviert. Von 2002 bis 2003 war er als wissenschaftlicher Volontär am Landesmuseum Hannover tätig, bevor er an die Georg-August-Universität nach Göttingen wechselte. Hier war Mike Reich von 2004 bis 2014 Kustos und stellvertretender Leiter des Geowissenschaftlichen Museums der Universität. Außerdem war er als Dozent, zeitweise auch als Vertretungsprofessor für Paläontologie und Geobiologie (2006–2007) in Göttingen sowie als Gastdozent an der Leibniz-Universität Hannover (2009), der Northwest University (2007, 2008) in Xi’an, der Nanjing University (2012) sowie der Ludwig-Maximilians-Universität München (hier seit 2014 als Privatdozent) tätig. Von 2010 bis 2014 arbeitete er zusätzlich als Ko-Koordinator des wissenschaftshistorischen Langzeitprojektes „Johann Friedrich Blumenbach - online“ an der Akademie der Wissenschaften in Göttingen (finanziert durch die Akademienunion). Bis zu seinem Wechsel nach Braunschweig war Reich seit 2014 bei den Staatlichen Naturwissenschaftlichen Sammlungen Bayerns tätig, zuletzt als Hauptkonservator und stellvertretender Direktor der Bayerischen Staatssammlung für Paläontologie und Geologie in München.

## Forschung und Museographie
Im Geowissenschaftlichen Museum in Göttingen sowie dem Paläontologischen Museum München realisierte und koordinierte Mike Reich verschiedene interdisziplinäre geo- und biowissenschaftliche Sonderausstellungen, wie beispielsweise „PaläoArt. Vom Jugendstil bis in die Moderne“ (2019/20), „Faszination Bernstein“ (2019), „Perlen und Perlmutt“ (2006), „Die Sprache der Steine“ (2009) und „Edles aus Sibirien“ (2007). Eine frühere Ausstellung über „Fossile Meerestiere aus Pommern“ im Deutschen Meeresmuseum in Stralsund gestaltete er 2002 gemeinsam mit Rolf Reinicke.
Zu seinen Forschungsschwerpunkten gehören die Biodiversität von Fossillagerstätten und marinen Lebensräumen, Bernstein, die Mikropaläontologie sowie heutige und ausgestorbene Stachelhäuter und Oktokorallen. Mike Reich publizierte außerdem verschiedene Arbeiten zu wissenschaftshistorischen Themen (Geschichte der Naturwissenschaften), so beispielsweise zu Johann Friedrich Blumenbach, Gottfried Wilhelm Leibniz sowie zur Entdeckungsgeschichte verschiedener Saurier, Meteoriten, des Wollhaarigen Mammuts und dem Schwäbischen Medusenhaupt.

## Auszeichnungen und Mitgliedschaften
Mike Reich ist Vorstandsmitglied mehrerer wissenschaftlicher Gesellschaften. Auch wirkt er als Beirats- oder Kuratoriumsmitglied für verschiedene Museen, Stiftungen und Kommissionen. 2005 wurde er mit der Betreuung des Archivs der Paläontologischen Gesellschaft betraut. Seit 2006 ist er Editor (zwischen 2015 und 2021 Editor-in-Chief) der PalZ. Paläontologische Zeitschrift. Darüber hinaus arbeitet er als Editor für WoRMS (World Register of Marine Species).
Für seine Diplomarbeit über die Rügener Schreibkreide erhielt Mike Reich den Pommerschen Wissenschaftspreis für 1999 (27. Mai 2000). Die Niedersächsische Akademie der Wissenschaften zu Göttingen ernannte ihn 2018 zu ihrem korrespondierenden und 2023 zu ihrem ordentlichen Mitglied.

## Nach Mike Reich benannte Arten
- Hesslandona reichi Hinz-Schallreuter, 1993[52] (Ostracoda)
- Hexapriscopedatus reichi Al-Tamimi & Saqqa, 2008[53] (Holothuroidea)
- Mailotrichocera mikereichi Krzemińska, Krzemiński & Ansorge, 2009[54] in Krzemińska et al. 2009 (Insecta)
- Paracytherois reichi Herrig, 2004[55] (Ostracoda)
- Sclerothyone reichi Martins & Tavares, 2019[56] (Holothuroidea)

## Schriften (Auswahl)

### Als Autor / Mitautor
- Fritz-Nielsen Wissing, Ekkehard Herrig & Mitarb. v. Mike Reich: Arbeitstechniken der Mikropaläontologie. Eine Einführung. Enke-Verlag, Stuttgart 1999, ISBN 3-432-29641-X.
- Mike Reich & Peter Frenzel: Die Fauna und Flora der Rügener Schreibkreide (Maastrichtium, Ostsee). GfG, Hamburg/Greifswald 2002. Die Fauna und Flora der Rugener Schreibkreide Maastrichtium Ostsee The fauna and flora of the Rugen White Chalk Maastrichtian Baltic Sea Archiv für Geschiebekunde Band 3, Heft 2/4
- Mike Reich, Joachim Reitner, Vanessa J. Roden & Tanja R. Stegemann: The Geoscience Collections of the Göttingen University. Geowiss. Museum, Göttingen 2013.
- Mike Reich & Karsten Obst: Roger Schallreuter 1937 – 2013. ARGE, Bonn 2013. [GMIT 54] https://doi.org/10.23689/fidgeo-3907
- Mike Reich, Alexander Gehler & Tanja R. Stegemann: Eine Chronik der Göttinger geowissenschaftlichen Institute und Sammlungen. Geowiss. Museum, Göttingen 2014.
- Mike Reich & Joachim Reitner: Aus der Königsberger Bernsteinsammlung. "Schwarzorter Funde". Geowiss. Museum, Göttingen 2014. https://doi.org/10.13140/2.1.2959.3928
- Joachim Reitner & Mike Reich: Adolf Seilacher 1925 – 2014. ARGE, Bonn 2014. [GMIT 57] https://doi.org/10.23689/fidgeo-3910
- Alexander Gehler & Mike Reich: Die Meteorite Niedersachsens. NGH, Hannover 2015. Naturhistorica 157.
- Mike Reich, Bork Ilsemann & Michael Krings: Faszination Bernstein. Momentaufnahmen aus einer vergangenen Zeit / Fascination Amber. Snapshots from the Distant Past. BSPG, München 2019, ISBN 978-3-946705-06-2.
- Carolin Haug … Mike Reich: Comment on the letter of the Society of Vertebrate Paleontology (SVP) dated April 21, 2020 regarding “Fossils from conflict zones and reproducibility of fossil-based scientific data”: the importance of private collections. Springer 2020. [PalZ. Paläontologische Zeitschrift 94] https://doi.org/10.1007/s12542-020-00522-x
- Tyede H. Schmidt-Schultz, Mike Reich & Michael Schultz: Exceptionally preserved ectracellular bone matrix proteins from the late Neogene proboscidean Anancus (Mammalia: Proboscidea). Springer 2021. [PalZ. Paläontologische Zeitschrift 95] https://doi.org/10.1007/s12542-021-00566-7

### Als Herausgeber / Mitherausgeber
- Joachim Reitner, Mike Reich & Gabriele Schmidt: Geobiologie 2. Universitätsverlag, Göttingen 2004.
- Mike Reich, Hans Hagdorn & Joachim Reitner: Stachelhäuter 2004. Universitätsverlag, Göttingen 2004.
- Mike Reich, Joachim Reitner, Vanessa J. Roden & Ben Thuy: Echinoderm Research 2010. Universitätsverlag, Göttingen 2010.
- Annette Richter & Mike Reich: Dinosaur tracks 2011. Universitätsverlag, Göttingen 2012.
- Joachim Reitner, Qun Yang, Yongdong Wang & Mike Reich: Palaeobiology and Geobiology of Fossil Lagerstätten through Earth History. Universitätsverlag, Göttingen 2013.
- Ulrike Beisiegel, Mike Reich & Katrin Pietzner: Die Sammlungen, Museen und Gärten der Universität Göttingen. Universitätsverlag, Göttingen 2013.
- Friedrich-Wilhelm Wellmer, Mike Reich & Alexander Gehler: Gottfried Wilhelm Leibniz Protogaea sive de prima facie telluris et antiquissimae historiae vestigiis in ipsis naturae monumentis dissertatio. Olms-Weidmann, Hildesheim, Zürich & New York 2014, ISBN 978-3-487-15130-4
- Ulrike Beisiegel, Mike Reich & Katrin Pietzner: The Collections, Museums and Gardens of Göttingen University. Universitätsverlag, Göttingen 2015.
- Qun Yang, Joachim Reitner, Yongdong Wang & Mike Reich: Critical Intervals in Earth History: Palaeobiological Innovations. University of Science and Technology of China Press, Beijing 2017. ISBN 978-7-312-02842-7
- Karin Boos & Mike Reich: Echinodermata 2023 (7. Arbeitstreffen deutschsprachiger Echinodermenforschender, Bremerhaven, 27.–29. April 2023. Arbeiten & Kurzfassungen). SNHM, Braunschweig 2023, ISBN 978-3-910807-00-6
- Joachim Reitner, Mike Reich & Jan-Peter Duda: Fossillagerstätten and Taphonomy. New Ideas and Approaches. AdW, Göttingen 2023. Early Life Reports 1